# ベン・コーエン
ベン・コーエン（Ben Christopher Cohen、1978年9月14日 - ）はイギリス出身のラグビー選手。身長 188cm、体重 103kg。ポジションはセンター、又はウィング。イングランド、ノーザンプトン出身。
愛称はBig Ben（生まれた時の体重が4キロを超えていたためについた愛称）、Air Ben、Benji など。2007年までノーサンプトン・セインツに所属し、今はトップ14のCAブリヴに所属  。

## 経歴

### 少年期
コーエンはノーサンプトンの Kingsthorpe Upper School で教育を受けたが、この学校にはラグビーチームが無かったため、12歳の時に地元の青少年クラブの Northampton Old Scouts RFC に加入した。そして17歳の時、地元のプロ・ラグビー・クラブであるノーザンプトン・セインツ (Northampton Saints) に加わり、1996/97年シーズンにデビューした。

### ノーサンプトン・セインツ
2007年9月現在、イギリス・ラグビー史においてコーエンは10番目に最も得点を獲得した選手であり、ロリー・アンダーウッドとウィル・グリーンウッドに次いで、3番目に最も多くトライをした選手である。
2000年2月、コーエンは初めてシックス・ネイションズのラグビーイングランド代表として選ばれ、アイルランドとの試合において2トライを獲得している。
2001年6月には、オーストラリアで行なわれたライオン・ツアーに参加し、サウス・ウェールズの代表に対して2トライを獲得。
2002/03のシーズンには、イングランドが行なったほぼ全ての試合に出場し、ラグビーニュージーランド代表との試合において得点を挙げると同時に、ベン・ブレアによる得点をタックルで阻止し、オーストラリア代表との試合においても2得点を挙げている。
この年、イングランドがワールド・カップを獲得し、コーエンは1試合を除き全てにスターターとして参加。ちなみに彼の叔父、ジョージ・コーエンもイングランド代表として1966年にワールド・カップを獲得している。
2004年のシックス・ネイションズ・チャンピオンシップでは、ウェールズ戦の活躍においてマン・オヴ・ザ・マッチ（最優秀単試合選手賞）に選ばれている。
コーエンはこの時期しばらく不調に陥り、試合に対する意気込みを失ったと自ら言い、2005年のシックス・ネイションズ・チャンピオンシップには参加しなかった。2005年11月のオーストラリア戦では活躍を見せ、06年もイングランドの代表として秋ごろまでチームに留まっていたが、07年のシックス・ネイションズに備えるための Elite England squad に参加しなかったため、David Strettle などの新人にチャンピオンシップの参加枠を譲る結果となってしまった。
しかし、2006/07年期の終了近くに行なわれた Guinness Premiership での活躍により、来期に行なわれる南アフリカ・ツアーの選抜キャンプに招待され、これにより07年のワールド・カップに参加する可能性が高くなったと見られている。しかし、2007年5月、彼は夏のツアーにもワールド・カップにも参加せず、双子の子供を妊娠している妻と時間を過ごすことを優先すると表明した。

## 参考資料
1. ↑  “Saints confirm Cohen speculation”.   Northampton (2007年8月22日). 2007年9月28日時点のオリジナルよりアーカイブ。2007年8月22日閲覧。
2. ↑  “Cohen on strike after captaincy snub”.   Sportinglife (2007年8月22日). 2007年9月27日時点のオリジナルよりアーカイブ。2007年8月23日閲覧。
3. ↑  “Stayaway Cohen nears Northampton exit”.   Northampton (2007年8月23日). 2007年8月23日閲覧。
4. ↑  en:Man_of_the_match